# Always Ascending
Always Ascending je páté studiové album skotské skupiny Franz Ferdinand. Vydáno bylo 9. února roku 2018 společností Domino Records. Producentem desky byl Philippe Zdar. Nahrávání probíhalo v londýnském studiu RAK Studios a také v pařížském Motorbass Studios. Půjde o první album kapely po čtyřech a půl letech – předchozí deska s názvem Right Thoughts, Right Words, Right Action vyšla v srpnu 2013. Zároveň jde o první desku kapely nahranou po příchodu dvou nových členů, sice Dino Bardota a Juliana Corrieho. První singl z alba nazvaný „Always Ascending“ byl zveřejněn 25. října 2017, kdy bylo rovněž oznámeno vydání desky.

## Seznam skladeb
1. Always Ascending
2. Lazy Boy
3. Paper Cages
4. Finally
5. The Academy Award
6. Lois Lane
7. Huck and Jim
8. Glimpse of Love
9. Feel the Love Go
10. Slow Don’t Kill Me Slow